# Экснер, Феликс Мария
Феликс Мария Экснер (нем. Felix Maria von Exner-Ewarten; 23 августа 1876, Вена — 7 февраля 1930, там же) — австрийский ученый. Сын Зигмунда фон Экснер-Эвартена.
Был профессором физики в университетах Вены и Инсбрука. В 1917—1930 гг. возглавлял Центральный метеорологический институт в Вене. Подготовил доработанное издание «Метеорологической оптики» Й.М.Пернтера (1910, переиздание 1922). Автор одного из первых современных учебников теоретической метеорологии — «Динамическая метеорология» (нем. Dynamische Meteorologie, 1917).